# Grand Prix automobile des Pays-Bas 1965
GP précédent GP suivant
Le Grand Prix des Pays-Bas 1965 (XIV Grote Prijs van Nederland), disputé sur le circuit de Zandvoort le 18 juillet 1965, est la cent-trente-septième épreuve du championnat du monde de Formule 1 courue depuis 1950 et la sixième manche du championnat 1965.

## Contexte avant la course

### Le championnat du monde
Depuis 1961, la Formule 1 suit la réglementation 1 500 cm3 (dérivée de l'ancienne Formule 2 de la période 1957 à 1960). Initialement prévue pour une période de trois ans, la formule a été prolongée de deux années supplémentaires par la Commission sportive internationale, garantissant la stabilité technique jusqu'à fin 1965, alors que la saison 1966 inaugurera la Formule 1 « 3 litres ». La réglementation s'appuie sur les points suivants :
- interdiction des moteurs suralimentés
- cylindrée minimale : 1 300 cm3
- cylindrée maximale : 1 500 cm3
- poids minimal : 450 kg (à sec)
- double circuit de freinage obligatoire
- arceau de sécurité obligatoire (le haut du cerceau devant dépasser le casque du pilote)
- démarreur de bord obligatoire
- carburant commercial
- ravitaillement en huile interdit durant la course

Vainqueur de chacune des manches de championnat auxquels il a participé, Jim Clark semble invincible cette saison. Outre ses quatre victoires en Grand Prix (Afrique du Sud, Belgique, France et Grande-Bretagne), le pilote Lotus a également dominé les 500 miles d'Indianapolis, épreuve disputée le lendemain du Grand Prix de Monaco où, en l'absence du champion écossais, Graham Hill a pour la troisième année consécutive imposé sa BRM. Grandissime favori pour le titre 1965, Clark aborde la deuxième partie du championnat avec treize points d'avance sur Hill.

### Le circuit
C'est en 1948 que fut inauguré le circuit permanent de Zandvoort, situé à proximité de Haarlem, à l'occasion d'une course de Formule 1 remportée par la Maserati du Prince Bira à près de 118 km/h de moyenne. Depuis lors, il est régulièrement utilisé pour les courses automobiles internationales et occasionnellement pour les courses cyclistes et motocyclistes. Sa piste assez sinueuse sillonne les dunes, et les vents marins y déposent régulièrement du sable, rendant l'adhérence souvent précaire. Vainqueur des deux dernières éditions du Grand Prix des Pays-Bas, Jim Clark détient le record officiel du tracé, ayant accompli en 1964, sur sa Lotus F1, un tour à 162,6 km/h de moyenne. Lors d'une récente séance d'essais privés de l'équipe BRM, Graham Hill a pulvérisé ce record, atteignant les 171 km/h de moyenne, performance restant toutefois officieuse.

## Monoplaces en lice
- Ferrari 158 & 1512 "Usine"

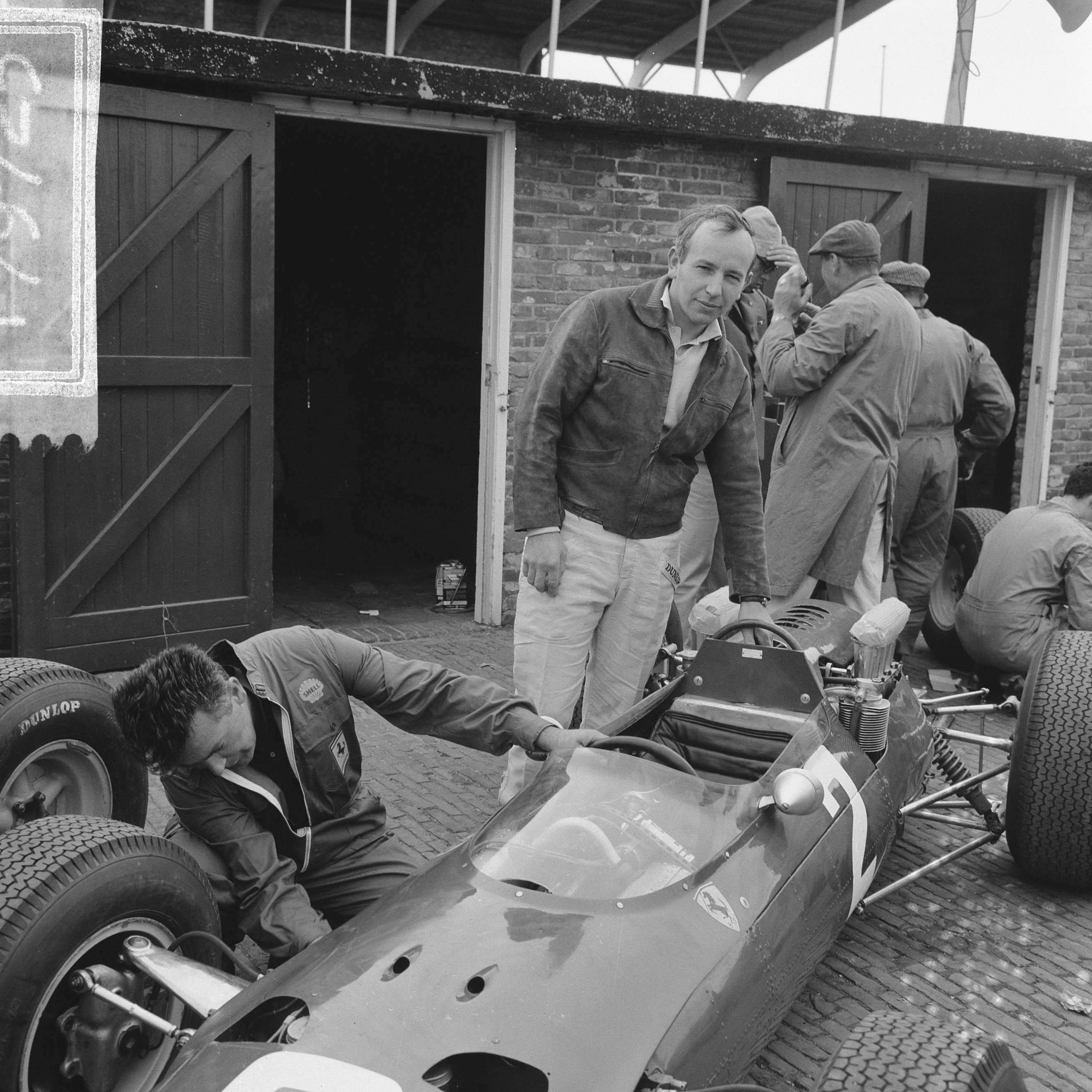
John Surtees au côté de sa Ferrari «12 cylindres», derrière les stands de Zandvoort.

La Scuderia Ferrari aligne une 1512 à moteur douze cylindres à plat pour John Surtees et une 158 à moteur V8 pour Lorenzo Bandini, une autre 158 faisant office de mulet. Mis à part son châssis deux centimètres plus long, la 1512 est extérieurement identique à la 158, structure (monocoque), suspensions, freins à disques Dunlop («inboard» à l'arrière) et boîte de vitesses longitudinale à cinq rapports étant communs aux deux modèles. Le V8 alimenté par un système d'injection directe Bosch développe 210 chevaux à 11000 tr/min contre 220 chevaux à 11500 tr/min pour le «flat 12», à injection indirecte Lucas. La 158 pèse 468 kg à vide, soit 7 kg de moins que la 1512. Les Ferrari utilisent des pneus Dunlop.
- BRM P261 "Usine"

Graham Hill et Jackie Stewart sont au volant de leurs P261 habituelles, l'équipe disposant en outre d'une voiture de réserve. Par souci de fiabilité, le constructeur est revenu à l'ancien modèle de boîte de vitesses, à six rapports également, mais un peu plus lourd. Dans cette configuration, ces monoplaces à structure monocoque pèsent plus de 460 kg à vide. Leur moteur V8, alimenté par un système d'injection indirecte Lucas, développe 210 chevaux à 11000 tr/min. Elles sont chaussées de pneus Dunlop.
- Lotus 25 & 33 "Usine"

Jim Clark dispose de la Lotus 33 à moteur V8 Climax FWMV MkIV avec laquelle il vient de remporter le Grand Prix de Grande-Bretagne. Alimenté par un système à injection indirecte Lucas et doté d'une distribution à 32 soupapes, ce bloc délivre 213 chevaux à 10500 tr/min. Dans cette dernière évolution, il s'avère toutefois moins fiable que la précédente version MkIII, à seize soupapes, et c'est de justesse que Clark avait pu terminer sa course, pression d'huile «à zéro». Sa remise en état a été assurée par le motoriste, mais par sécurité Clark pourra également utiliser la 33 habituellement dévolue à son coéquipier Mike Spence, dotée de la précédente version MkIII, un peu moins puissante (205 chevaux à 9600 tr/min). Spence pilotera quant à lui une 25C, de construction un peu plus ancienne, mais ayant reçu toutes les évolutions techniques (suspensions, capot arrière profilé) de la 33, également dotée d'un V8 FWMV MkIII et d'une boîte ZF. Ces monoplaces à structure monocoque pèsent 455 kg à vide et utilisent des pneus Dunlop.
- Lotus 25 privées

L'écurie Reg Parnell Racing engage deux Lotus 25C à moteur V8 BRM (d'une puissance d'environ 200 chevaux) et boîte de vitesses Hewland à cinq rapports qui seront aux mains de Richard Attwood et d'Innes Ireland, ce dernier remplaçant Mike Hailwood qui dispute ce même week-end le grand prix motocycliste d'Allemagne de l'Est, sur le Sachsenring.
- Brabham BT11 "Usine"

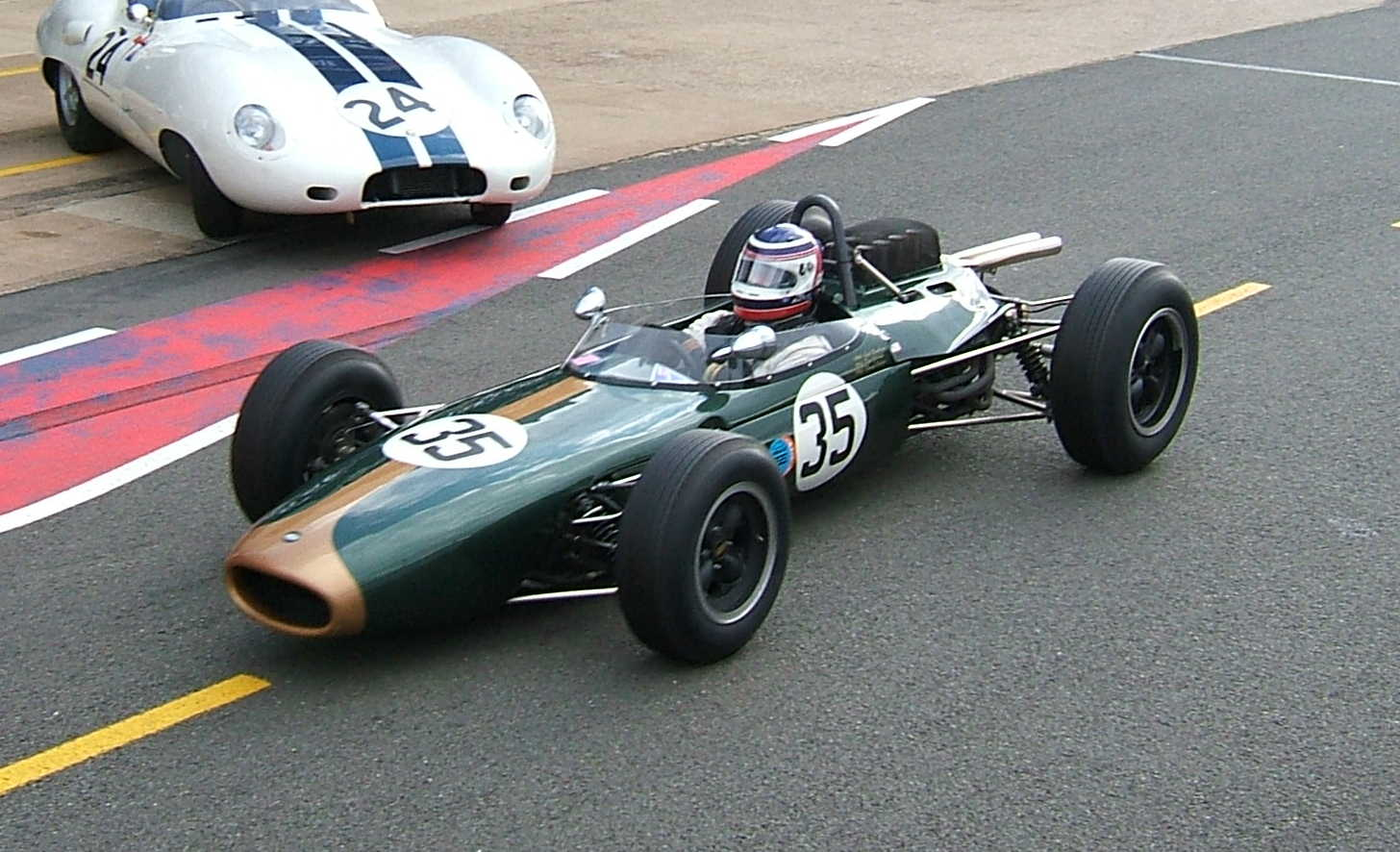
Une Brabham BT11 lors d'une manifestation historique.

Au sein de sa propre équipe, Jack Brabham a une nouvelle fois cédé son volant à Denny Hulme, au côté de Dan Gurney. Comme l'écurie Lotus, Brabham dispose d'un exemplaire 32 soupapes du moteur Climax, mais celui-ci a cassé juste avant le départ du Grand prix et les deux BT11 sont équipées d'une version MkIII du V8, la transmission étant assurée par une boîte cinq vitesses Hewland. Ces monoplaces à châssis multitubulaire pèsent 460 kg à vide et sont chaussées de pneus Goodyear.
- Brabham privées

Rob Walker aligne son équipe habituelle, composée de Joakim Bonnier sur une Brabham BT7 à moteur V8 Climax et de Joseph Siffert sur une BT11 à moteur V8 BRM. Ces deux monoplaces sont équipées d'une boîte six vitesses Colotti et de pneus Dunlop. Bob Anderson pilote sa BT7 à moteur V8 Climax, également chaussée de pneus Dunlop. En plus de la BT11 à moteur V8 BRM qu'il engage régulièrement pour Frank Gardner, John Willment avait initialement prévu de faire courir l'ancienne Brabham BT3 à moteur V8 BRM de Ian Raby pour la confier à Chris Amon, mais le jeune pilote néo-zélandais, qui avait testé cette voiture la semaine précédente à Silverstone, n'a pas souhaité prolonger l'expérience. Comme les Brabham officielles, celle pilotée par Gardner aura des pneus Goodyear.
- Cooper T77 & T73 "Usine"

John Cooper engage ses deux T77 à châssis multitubulaire et moteur V8 Climax MkIII pour Bruce McLaren et Jochen Rindt. Elles pèsent environ 460 kg à vide et sont dotées d'une boîte six vitesses conçue et réalisée en interne. L'équipe dispose également, en guise de mulet, d'une T73 de la saison précédente sur laquelle a été adaptée une boîte de vitesses Hewland à cinq rapports.
- Honda RA272 "Usine"

Le constructeur japonais avait au départ inscrit ses deux pilotes habituels, Richie Ginther et Ronnie Bucknum, mais l'équipe japonaise a depuis choisi de n'engager qu'une seule voiture et Bucknum ne participe donc pas à l'épreuve. Le circuit de Zandvoort étant proche de la base européenne de l'équipe, à Amsterdam, Ginther pourra user à sa guise des trois RA272 construites. Ces monoplaces à structure monocoque sont animées par un moteur V12 placé en position transversale juste derrière le cockpit. Il possède une distribution à quatre soupapes par cylindre et son système d'injection est intégré dans les tubulures. Disposant de 230 chevaux à 12000 tr/min, la Honda est la monoplace la plus puissante du plateau, mais également la plus lourde (environ 480 kg à vide). Elle est équipée d'une boîte de vitesses ZF à six rapports et de pneus Goodyear.

## Coureurs inscrits
| no  | Pilote          | Écurie                      | Constructeur | Modèle       | N° châssis   | Moteur                                                     | Pneumatiques |
| --- | --------------- | --------------------------- | ------------ | ------------ | ------------ | ---------------------------------------------------------- | ------------ |
| 2   | John Surtees    | SpA Ferrari SEFAC           | Ferrari      | Ferrari 1512 | 1512/0007    | Ferrari 207 F12                                            | D            |
| 4   | Lorenzo Bandini | SpA Ferrari SEFAC           | Ferrari      | Ferrari 158  | 158/0006     | Ferrari 205B V8                                            | D            |
| 4T  | Lorenzo Bandini | SpA Ferrari SEFAC           | Ferrari      | Ferrari 158  | 158/0005     | Ferrari 205B V8                                            | D            |
| 6   | Jim Clark       | Team Lotus                  | Lotus        | Lotus 33     | 33 R11 33 R9 | Coventry Climax FWMV MkIV V8 Coventry Climax FWMV MkIII V8 | D            |
| 8   | Mike Spence     | Team Lotus                  | Lotus        | Lotus 25C    | 25 R6        | Coventry Climax FWMV MkIII V8                              | D            |
| 10  | Graham Hill     | Owen Racing Organisation    | BRM          | BRM P261     | 2616         | BRM P60 V8                                                 | D            |
| 10T | Graham Hill     | Owen Racing Organisation    | BRM          | BRM P261     | 2614         | BRM P60 V8                                                 | D            |
| 12  | Jackie Stewart  | Owen Racing Organisation    | BRM          | BRM P261     | 2617         | BRM P60 V8                                                 | D            |
| 14  | Denny Hulme     | Brabham Racing Organisation | Brabham      | Brabham BT11 | F1-1-64      | Coventry Climax FWMV MkIII V8                              | G            |
| 16  | Dan Gurney      | Brabham Racing Organisation | Brabham      | Brabham BT11 | F1-2-64      | Coventry Climax FWMV MkIII V8                              | G            |
| 18  | Bruce McLaren   | Cooper Car Company          | Cooper       | Cooper T77   | F1-2-65      | Coventry Climax FWMV MkIII V8                              | D            |
| 18T | Bruce McLaren   | Cooper Car Company          | Cooper       | Cooper T73   | F1-1-64      | Coventry Climax FWMV MkIII V8                              | D            |
| 20  | Jochen Rindt    | Cooper Car Company          | Cooper       | Cooper T77   | F1-1-65      | Coventry Climax FWMV MkIII V8                              | D            |
| 22  | Richie Ginther  | Honda R&D Company           | Honda        | Honda RA272  | 272-3        | Honda RA272E V12                                           | G            |
| 22T | Richie Ginther  | Honda R&D Company           | Honda        | Honda RA272  | 272-1 272-2  | Honda RA272E V12 Honda RA272E V12                          | G            |
| 24  | Ronnie Bucknum  | Honda R&D Company           | Honda        | Honda RA272  | 272-2        | Honda RA272E V12                                           | G            |
| 26  | Joakim Bonnier  | Rob Walker Racing Team      | Brabham      | Brabham BT7  | F1-2-63      | Coventry Climax FWMV MkII V8                               | D            |
| 28  | Joseph Siffert  | Rob Walker Racing Team      | Brabham      | Brabham BT11 | F1-6-64      | BRM P56 V8                                                 | D            |
| 30  | Frank Gardner   | John Willment Automobiles   | Brabham      | Brabham BT11 | F1-4-64      | BRM P56 V8                                                 | G            |
| 32  | Chris Amon      | John Willment Automobiles   | Brabham      | Brabham BT3  | F1-1-62      | BRM P56 V8                                                 | G            |
| 34  | Richard Attwood | Reg Parnell Racing          | Lotus        | Lotus 25C    | 25 R3        | BRM P56 V8                                                 | D            |
| 36  | Bob Anderson    | DW Racing Enterprises       | Brabham      | Brabham BT11 | F1-5-64      | Coventry Climax FWMV MkII V8                               | D            |
| 38  | Innes Ireland   | Reg Parnell Racing          | Lotus        | Lotus 25C    | 25 R7        | BRM P56 V8                                                 | D            |

## Qualifications
Trois séances qualificatives sont prévues, le vendredi matin, le vendredi après-midi et le samedi après-midi précédant la course.

### Première séance - vendredi 16 juillet (matin)

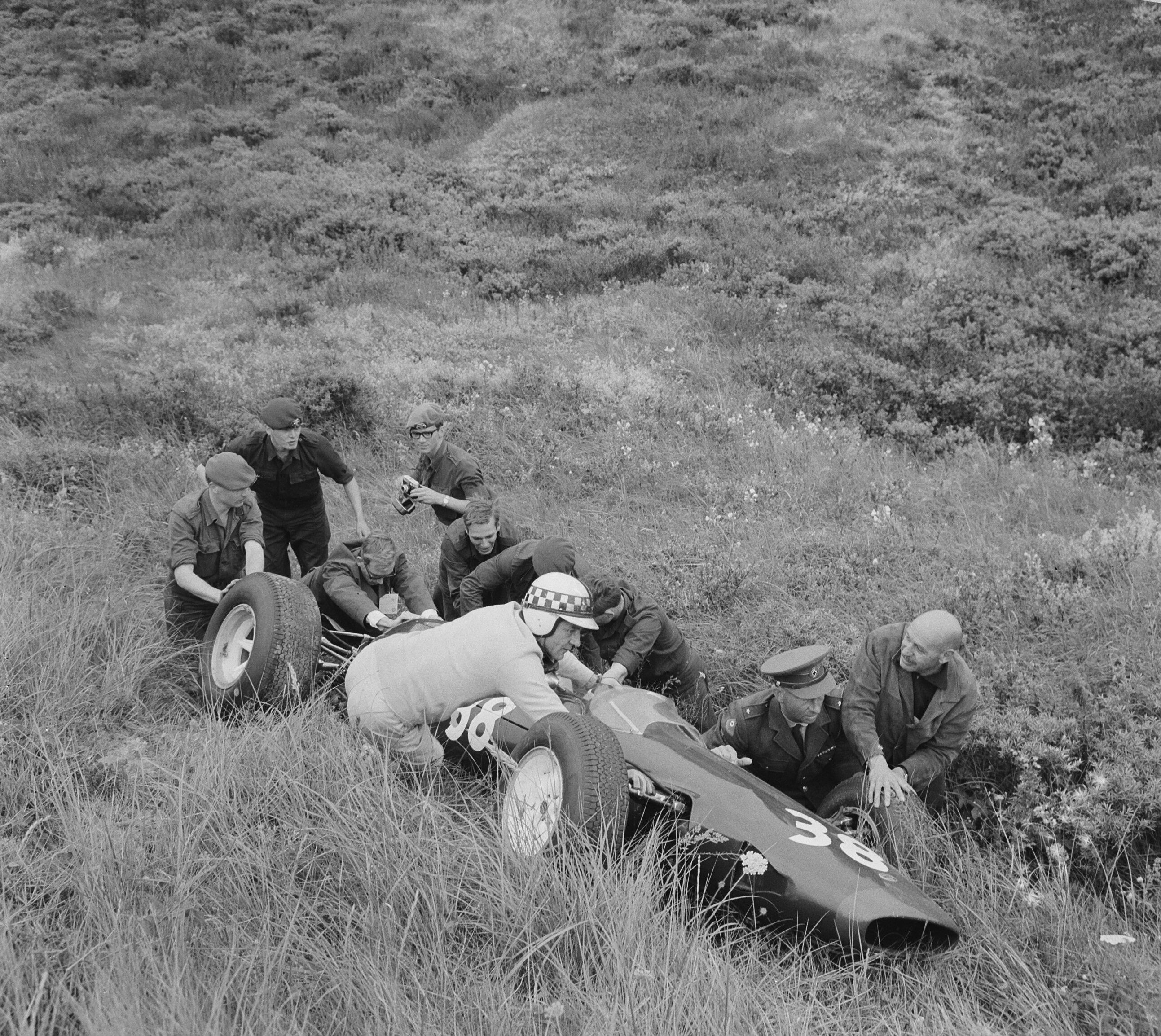
Innes Ireland s'est tiré indemne d'une spectaculaire sortie de route sur sa Lotus.

Il fait un froid glacial et la pluie menace lorsque les essais commencent, le vendredi matin. Richie Ginther est l'un des premiers en action et se montre d'emblée très à l'aise, la piste de Zandvoort étant souvent utilisée par l'équipe Honda pour des séances privées. Le pilote américain ne tarde pas à égaler le temps de référence réalisé par son compatriote Dan Gurney l'année précédente. Les pilotes de l'équipe BRM sont également assidus, Jackie Stewart et Graham Hill (qui, enrhumé, n'est pas au meilleur de sa forme) ne parvenant cependant pas à reproduire les performances réalisées quelques semaines plus tôt lors d'une séance de mise au point. Dan Gurney enchaîne également les tours rapides, mais sa Brabham se montre un peu moins performante que l'année précédente, où il avait obtenu la pole position. Bien qu'ayant dû se rabattre sur son mulet, une fuite d'huile étant apparue sur sa monoplace habituelle, Jim Clark va réussir à devancer Ginther de deux dixièmes de seconde, le pilote Lotus approchant les 166 km/h de moyenne. Ce sera la meilleure prestation de la matinée, la session étant peu après interrompue à la suite d'une spectaculaire sortie de route de la Lotus d'Innes Ireland, heureusement sans gravité pour le pilote. La piste sera réouverte peu avant midi, aucun pilote ne venant bousculer la hiérarchie établie.
| Pos. | Pilote          | Écurie         | Temps        | Écart          |
| ---- | --------------- | -------------- | ------------ | -------------- |
| 1    | Jim Clark       | Lotus-Climax   | 1 min 31 s 0 |                |
| 2    | Richie Ginther  | Honda          | 1 min 31 s 2 | + 0 s 2        |
| 3    | Jackie Stewart  | BRM            | 1 min 31 s 6 | + 0 s 6        |
| 4    | Dan Gurney      | Brabham-Climax | 1 min 31 s 7 | + 0 s 7        |
| 5    | Graham Hill     | BRM            | 1 min 31 s 8 | + 0 s 8        |
| 6    | Joseph Siffert  | Brabham-BRM    | 1 min 33 s 1 | + 2 s 1        |
| 7    | Mike Spence     | Lotus-Climax   | 1 min 33 s 4 | + 2 s 4        |
| 8    | John Surtees    | Ferrari        | 1 min 33 s 4 | + 2 s 4        |
| 9    | Denny Hulme     | Brabham-Climax | 1 min 34 s 3 | + 3 s 3        |
| 10   | Joakim Bonnier  | Brabham-Climax | 1 min 34 s 6 | + 3 s 6        |
| 11   | Bruce McLaren   | Cooper-Climax  | 1 min 34 s 8 | + 3 s 8        |
| 12   | Lorenzo Bandini | Ferrari        | 1 min 35 s 1 | + 4 s 1        |
| 13   | Frank Gardner   | Brabham-BRM    | 1 min 35 s 1 | + 4 s 1        |
| 14   | Jochen Rindt    | Cooper-Climax  | 1 min 41 s 3 | + 10 s 3       |
| 15   | Bob Anderson    | Brabham-Climax | 1 min 41 s 8 | + 10 s 8       |
| 16   | Richard Attwood | Lotus-BRM      | 1 min 45 s 0 | + 15 s 0       |
| 17   | Innes Ireland   | Lotus-BRM      | 2 min 33 s 8 | + 1 min 02 s 8 |

### Deuxième séance - vendredi 16 juillet (après-midi)
La pluie se met à tomber en continu durant la pause et lorsque les essais reprennent, en début d'après-midi, la piste est complètement détrempée. Dans ces conditions, les plupart des pilotes parviennent difficilement à franchir la barre des deux minutes au tour. Panachant les différents types de «gommes», Hill et Stewart tournent sans relâche et seront les plus rapides de cette séance, Hill approchant les 135 km/h de moyenne, à vingt secondes toutefois des temps enregistrés le matin.
- Note : les organisateurs n'ont pas communiqué les résultats de la deuxième séance, sans incidence sur les qualifications.

### Troisième séance - samedi 17 juillet

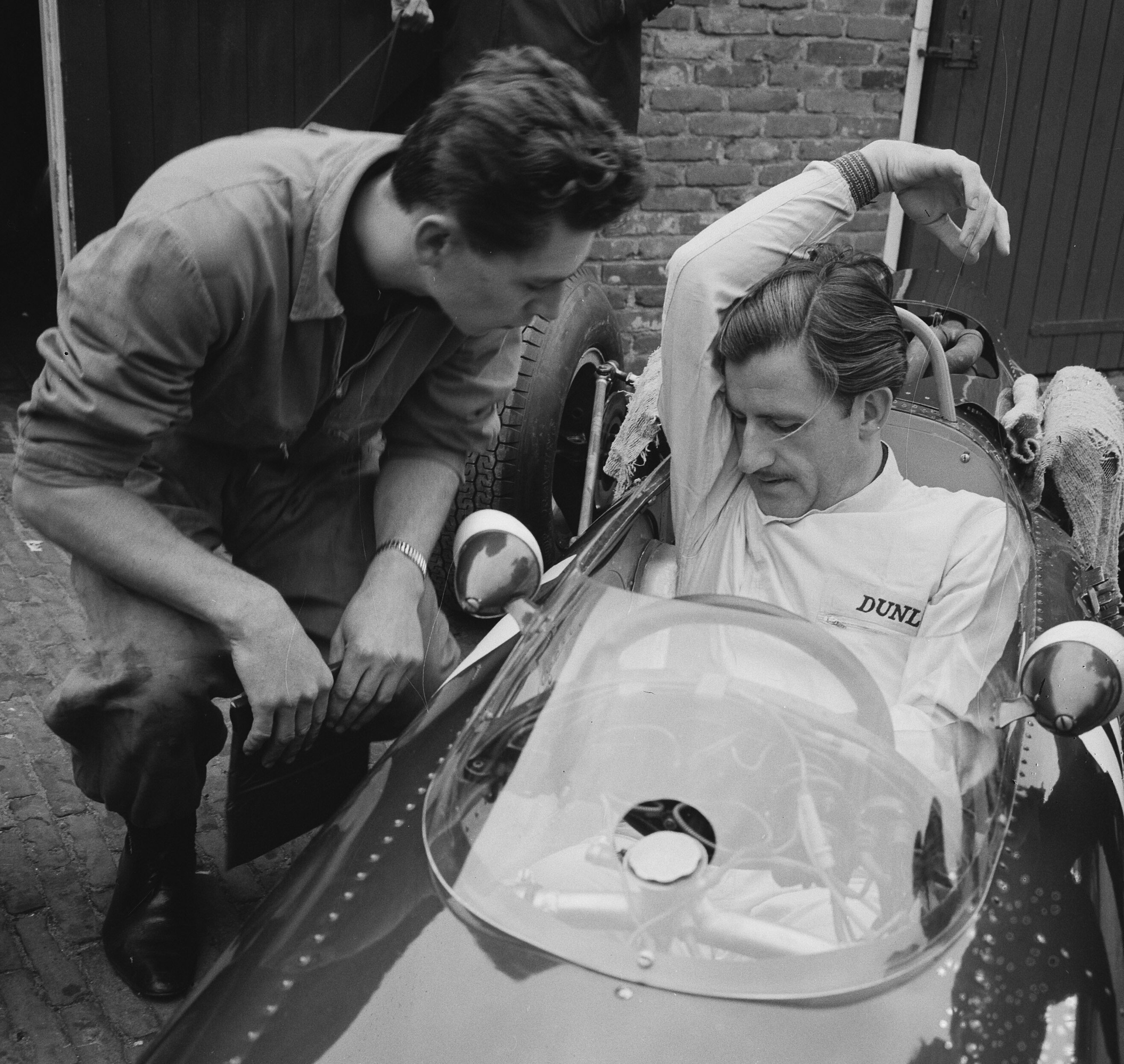
Graham Hill au volant de sa BRM P261. Déjà le plus rapide sous la pluie la veille, le pilote britannique s'est une nouvelle fois mis en évidence lors de la dernière journée d'essais, décrochant la pole position.

Le soleil est revenu et les conditions de piste sont idéales le samedi après-midi, pour la dernière séance qualificative. Le moteur «32 soupapes» de Clark a été réparé et le champion écossais s'apprête à améliorer sa performance de la veille mais dès son troisième tour il perd à nouveau toute son huile, à cause d'un piston endommagé. Il devra de nouveau utiliser sa voiture de réserve, moins puissante. Ginther se met une nouvelle fois en évidence et ne tarde pas à égaler le meilleur temps établi par Clark le vendredi matin, bientôt rejoint par John Surtees sur sa Ferrari. Clark ne parvient pas à faire mieux et c'est finalement Hill qui, avec un tour à 166,4 km/h de moyenne, s'approprie la pole position. Clark et Ginther s'élanceront à ses côtés en première ligne, devant Surtees et Gurney.

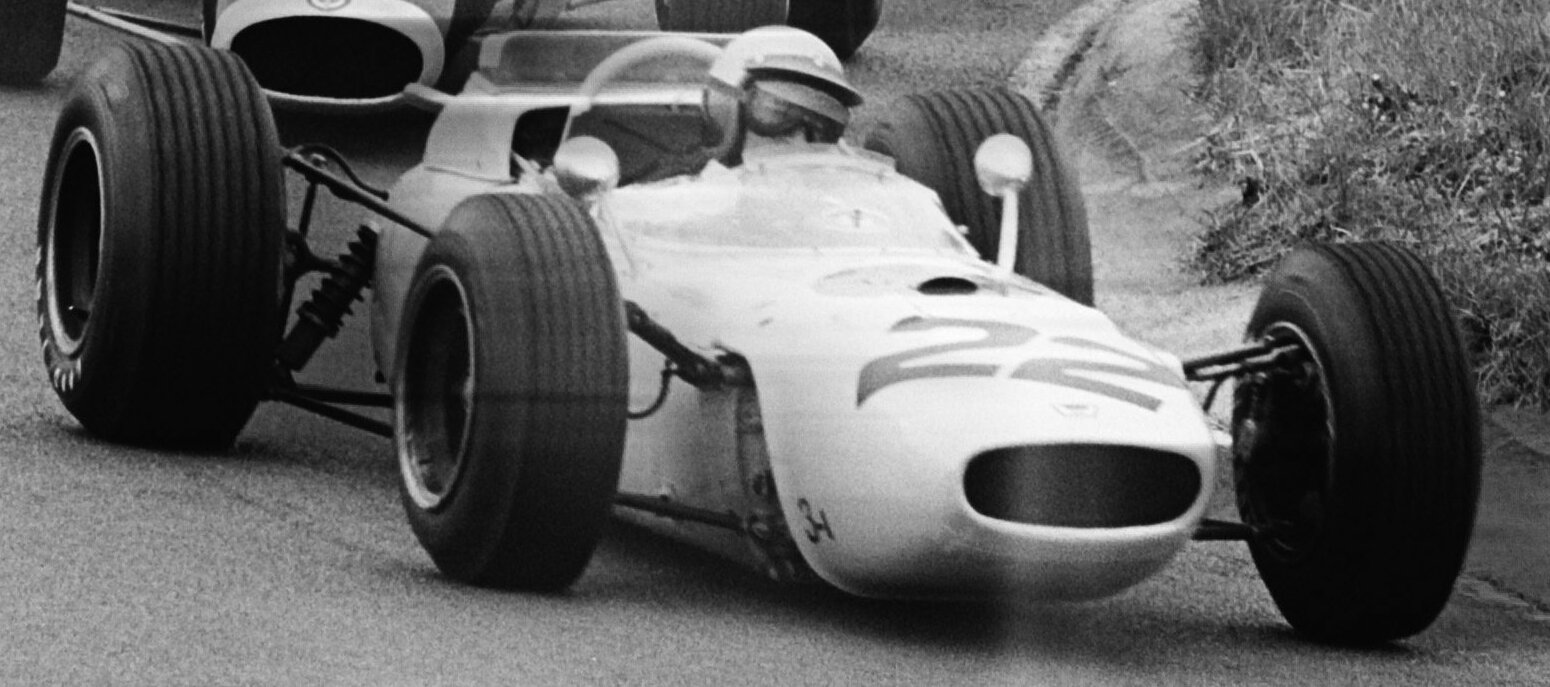
Richie Ginther et sa Honda, désormais parmi les plus rapides.

| Pos. | Pilote          | Écurie         | Temps        | Écart   |
| ---- | --------------- | -------------- | ------------ | ------- |
| 1    | Graham Hill     | BRM            | 1 min 30 s 7 |         |
| 2    | Richie Ginther  | Honda          | 1 min 31 s 0 | + 0 s 3 |
| 3    | John Surtees    | Ferrari        | 1 min 31 s 0 | + 0 s 3 |
| 4    | Jim Clark       | Lotus-Climax   | 1 min 31 s 0 | + 0 s 3 |
| 5    | Dan Gurney      | Brabham-Climax | 1 min 31 s 2 | + 0 s 5 |
| 6    | Jackie Stewart  | BRM            | 1 min 31 s 4 | + 0 s 7 |
| 7    | Denny Hulme     | Brabham-Climax | 1 min 32 s 0 | + 1 s 3 |
| 8    | Mike Spence     | Lotus-Climax   | 1 min 32 s 2 | + 1 s 5 |
| 9    | Bruce McLaren   | Cooper-Climax  | 1 min 32 s 6 | + 1 s 9 |
| 10   | Joseph Siffert  | Brabham-BRM    | 1 min 32 s 9 | + 2 s 2 |
| 11   | Frank Gardner   | Brabham-BRM    | 1 min 32 s 9 | + 2 s 2 |
| 12   | Lorenzo Bandini | Ferrari        | 1 min 33 s 1 | + 2 s 4 |
| 13   | Innes Ireland   | Lotus-BRM      | 1 min 33 s 4 | + 2 s 7 |
| 14   | Jochen Rindt    | Cooper-Climax  | 1 min 33 s 7 | + 3 s 0 |
| 15   | Joakim Bonnier  | Brabham-Climax | 1 min 33 s 8 | + 3 s 1 |
| 16   | Bob Anderson    | Brabham-Climax | 1 min 34 s 1 | + 3 s 4 |
| 17   | Richard Attwood | Lotus-BRM      | 1 min 34 s 6 | + 3 s 9 |

### Tableau final des qualifications
| Pos. | Pilote          | Écurie         | Temps        | Écart   | Commentaire                                      |
| ---- | --------------- | -------------- | ------------ | ------- | ------------------------------------------------ |
| 1    | Graham Hill     | BRM            | 1 min 30 s 7 |         | temps réalisé le samedi                          |
| 2    | Jim Clark       | Lotus-Climax   | 1 min 31 s 0 | + 0 s 3 | temps réalisé le vendredi matin, égalé le samedi |
| 3    | Richie Ginther  | Honda          | 1 min 31 s 0 | + 0 s 3 | temps réalisé le samedi                          |
| 4    | John Surtees    | Ferrari        | 1 min 31 s 0 | + 0 s 3 | temps réalisé le samedi                          |
| 5    | Dan Gurney      | Brabham-Climax | 1 min 31 s 2 | + 0 s 5 | temps réalisé le samedi                          |
| 6    | Jackie Stewart  | BRM            | 1 min 31 s 4 | + 0 s 7 | temps réalisé le samedi                          |
| 7    | Denny Hulme     | Brabham-Climax | 1 min 32 s 0 | + 1 s 3 | temps réalisé le samedi                          |
| 8    | Mike Spence     | Lotus-Climax   | 1 min 32 s 2 | + 1 s 5 | temps réalisé le samedi                          |
| 9    | Bruce McLaren   | Cooper-Climax  | 1 min 32 s 6 | + 1 s 9 | temps réalisé le samedi                          |
| 10   | Joseph Siffert  | Brabham-BRM    | 1 min 32 s 9 | + 2 s 2 | temps réalisé le samedi                          |
| 11   | Frank Gardner   | Brabham-BRM    | 1 min 32 s 9 | + 2 s 2 | temps réalisé le samedi                          |
| 12   | Lorenzo Bandini | Ferrari        | 1 min 33 s 1 | + 2 s 4 | temps réalisé le samedi                          |
| 13   | Innes Ireland   | Lotus-BRM      | 1 min 33 s 4 | + 2 s 7 | temps réalisé le samedi                          |
| 14   | Jochen Rindt    | Cooper-Climax  | 1 min 33 s 7 | + 3 s 0 | temps réalisé le samedi                          |
| 15   | Joakim Bonnier  | Brabham-Climax | 1 min 33 s 8 | + 3 s 1 | temps réalisé le samedi                          |
| 16   | Bob Anderson    | Brabham-Climax | 1 min 34 s 1 | + 3 s 4 | temps réalisé le samedi                          |
| 17   | Richard Attwood | Lotus-BRM      | 1 min 34 s 6 | + 3 s 9 | temps réalisé le samedi                          |

## Grille de départ

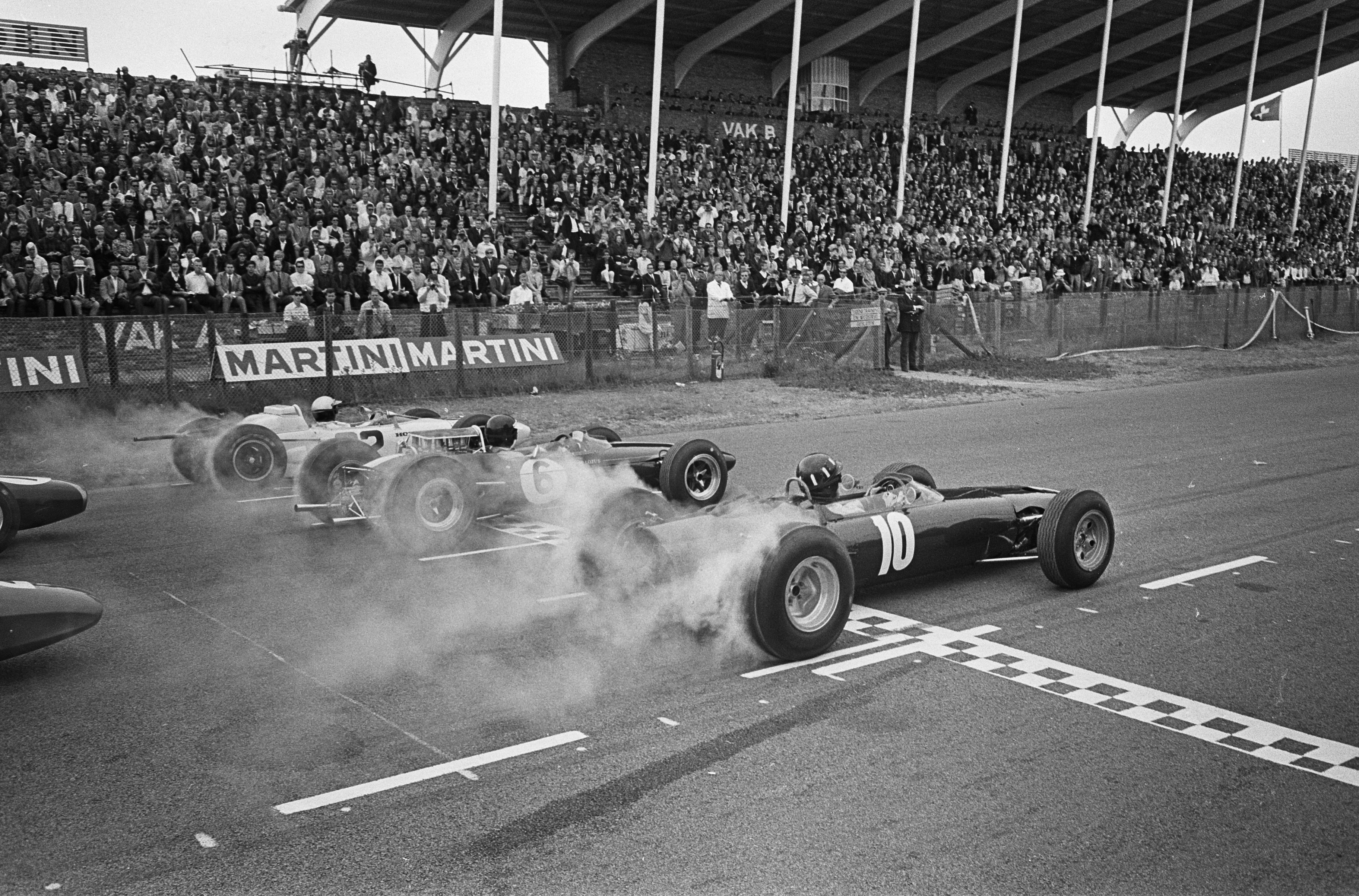
La première ligne de la grille de départ du grand prix des Pays-Bas : la Lotus de Jim Clark (no 6) est encadrée par la Honda de Richie Ginther (no 22) et la BRM de Graham Hill (no 10), qui occupe la pole position.

| 1re ligne | Pos. 3                     |                              | Pos. 2                       |                               | Pos. 1                       |
|           | Ginther Honda 1 min 31 s 0 |                              | Clark Lotus 1 min 31 s 0     |                               | G. Hill BRM 1 min 30 s 7     |
| 2e ligne  |                            | Pos. 5                       |                              | Pos. 4                        |                              |
|           |                            | Gurney Brabham 1 min 31 s 2  |                              | Surtees Ferrari 1 min 31 s 0  |                              |
| 3e ligne  | Pos. 8                     |                              | Pos. 7                       |                               | Pos. 6                       |
|           | Spence Lotus 1 min 32 s 2  |                              | Hulme Brabham 1 min 32 s 0   |                               | Stewart BRM 1 min 31 s 4     |
| 4e ligne  |                            | Pos. 10                      |                              | Pos. 9                        |                              |
|           |                            | Siffert Brabham 1 min 32 s 9 |                              | McLaren Cooper 1 min 32 s 6   |                              |
| 5e ligne  | Pos. 13                    |                              | Pos. 12                      |                               | Pos. 11                      |
|           | Ireland Lotus 1 min 33 s 4 |                              | Bandini Ferrari 1 min 33 s 1 |                               | Gardner Brabham 1 min 32 s 9 |
| 6e ligne  |                            | Pos. 15                      |                              | Pos. 14                       |                              |
|           |                            | Bonnier Brabham 1 min 33 s 8 |                              | Rindt Cooper 1 min 33 s 7     |                              |
| 7e ligne  |                            | Pos. 17                      |                              | Pos. 16                       |                              |
|           |                            | Attwood Lotus 1 min 34 s 6   |                              | Anderson Brabham 1 min 34 s 1 |                              |

## Déroulement de la course

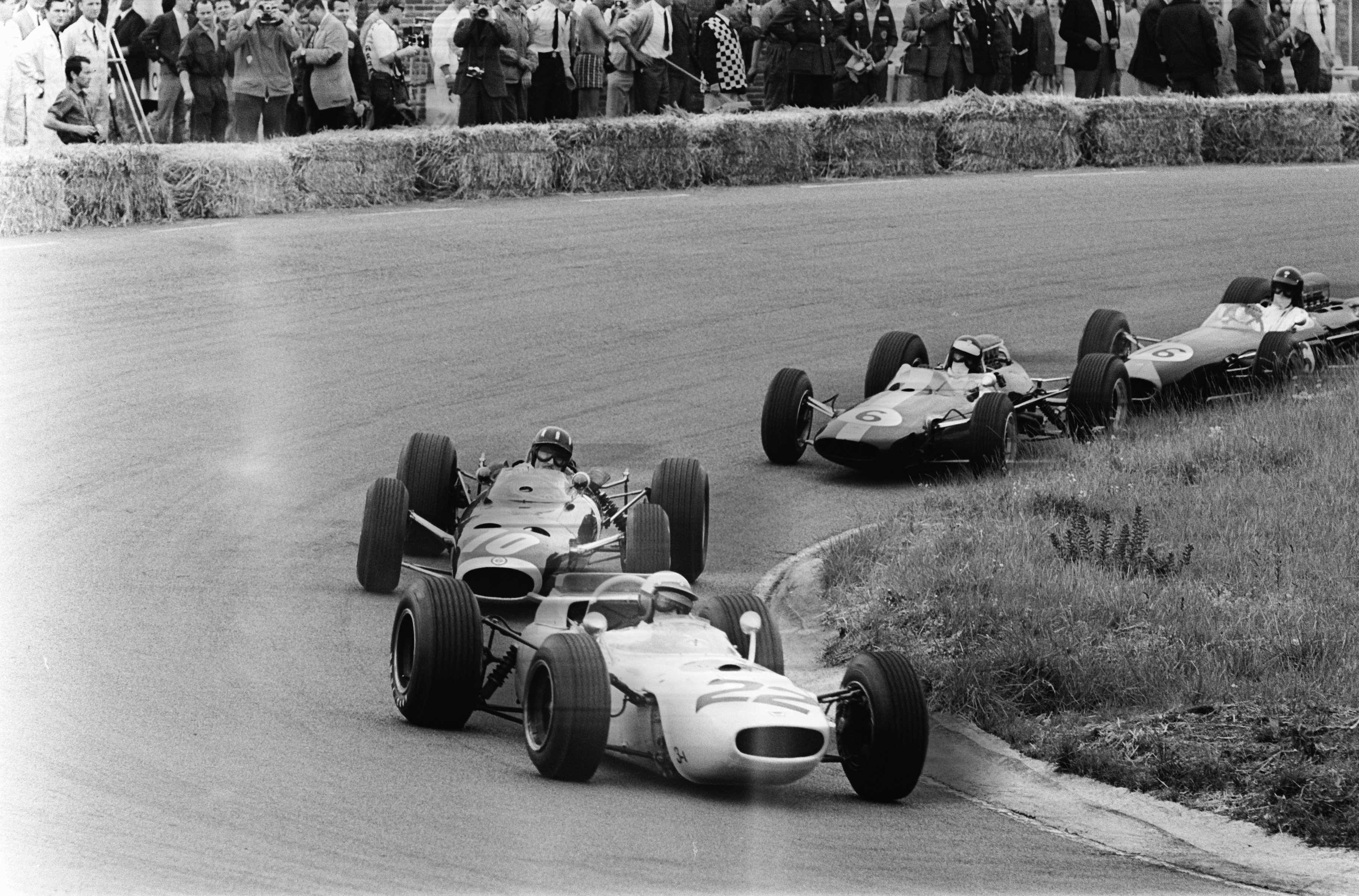
Richie Ginther a une nouvelle fois pris un excellent départ. À la sortie du virage d'Hugenholtz, la Honda du pilote californien devance la BRM de Graham Hill, la Lotus de Jim Clark et la Brabham de Dan Gurney.

Le ciel est couvert lorsque le départ est donné, le dimanche après-midi, devant soixante mille spectateurs. Comme à Silverstone le week-end précédent, Richie Ginther exploite parfaitement la puissance de sa Honda pour prendre immédiatement une longueur d'avance sur la BRM de Graham Hill et la Lotus de Jim Clark. Le pilote américain négocie l'épingle de «Tarzan» en tête, devant les deux Britanniques. Les trois hommes repassent dans cet ordre devant les stands, groupés en moins d'une seconde, précédant la Brabham de Dan Gurney. Vient ensuite . Viennent ensuite Jackie Stewart, sur la deuxième BRM, puis la Lotus de Mike Spence et la Ferrari de John Surtees. À la fin du deuxième tour, les quatre premiers avalent la ligne droite roues dans roues, Hill se faisant de plus en plus pressant dans les échappements de Ginther. Au freinage de Tarzan, il place une attaque imparable et négocie l'épingle en tête. La BRM se détache immédiatement de la Honda, maintenant talonnée par la Lotus de Clark. Ginther parvient à résister quelque temps mais au début du cinquième tour Clark déborde à son tour l'Américain dans l'épingle. Accomplissant la boucle à la moyenne record de 166,6 km/h, il se retrouve dans les roues de Hill qu'il dépasse aussitôt, toujours au même endroit, prenant le commandement de la course, alors que de la même façon Gurney s'empare de la troisième place au détriment de Ginther, qui va dès lors perdre régulièrement du terrain sur le trio de tête, la Honda s'avérant peu agile avec le plein de carburant. Au début du neuvième tour, Stewart attaque également la monoplace japonaise dans la courbe de Tarzan ; les roues se touchent mais le jeune pilote écossais parvient néanmoins à s'emparer de la quatrième place. Clark possède alors plus d'une seconde et demie d'avance sur Hill, qui précède Gurney de quelques dizaines de mètres. Bien qu'ayant désormais la voie libre, Stewart ne revient cependant pas sur les trois hommes de tête, son retard sur la Lotus du leader oscillant entre six et sept secondes. Décroché, Ginther est maintenant à portée de Denny Hulme, qui se rapproche rapidement. À la fin du quinzième tour, la seconde Brabham est revenue dans les roues de la Honda, qui lui cède le passage au virage suivant. Quelques minutes plus tard, le pilote américain effectuera un tête-à-queue, perdant une place supplémentaire au profit de Surtees. Toujours talonné par Gurney, Hill est parvenu dans un premier temps à ne pas se laisser distancer par Clark mais alors qu'on approche du quart de la course un compte-tours défectueux va l'obliger à conduire à l'oreille, et le pilote anglais va dès lors céder peu à peu du terrain sur son rival. Au vingtième tour, Clark a porté son avance à quatre secondes, tandis que Gurney se fait de plus en plus menaçant derrière la BRM. Stewart est cinq secondes plus loin, à bonne distance de Hulme qui roule isolé en cinquième position. Sixième, Surtees se bat avec une Ferrari dont la tenue de route pose problème, alors que Ginther tente de revenir sur lui. Au vingt-cinquième tour, Gurney parvient enfin à dépasser Hill. Il se trouve alors à cinq secondes de Clark et donne le maximum pour réduire l'écart, mais sans succès. Peu après, Stewart revient dans le sillage de son coéquipier, qui lui cède facilement le passage. Stewart rattrape aussitôt Gurney et ne restera que deux tours derrière la Brabham avant de la déborder. Il parvient à s'en détacher rapidement mais ne peut combler les six secondes qui le séparent alors de Clark. À la mi-course, l'avance de Clark sur Stewart reste inchangée, Gurney venant deux secondes plus loin. Hill a perdu le contact et, privé d'instrumentation, s'efforce surtout de ménager sa mécanique. Hulme, cinquième, est à plus de trente secondes tandis que Surtees, dont les pneus commencent à se dégrader, accuse déjà près d'une minute de retard sur Clark, Ginther commençant à regagner du terrain sur lui.

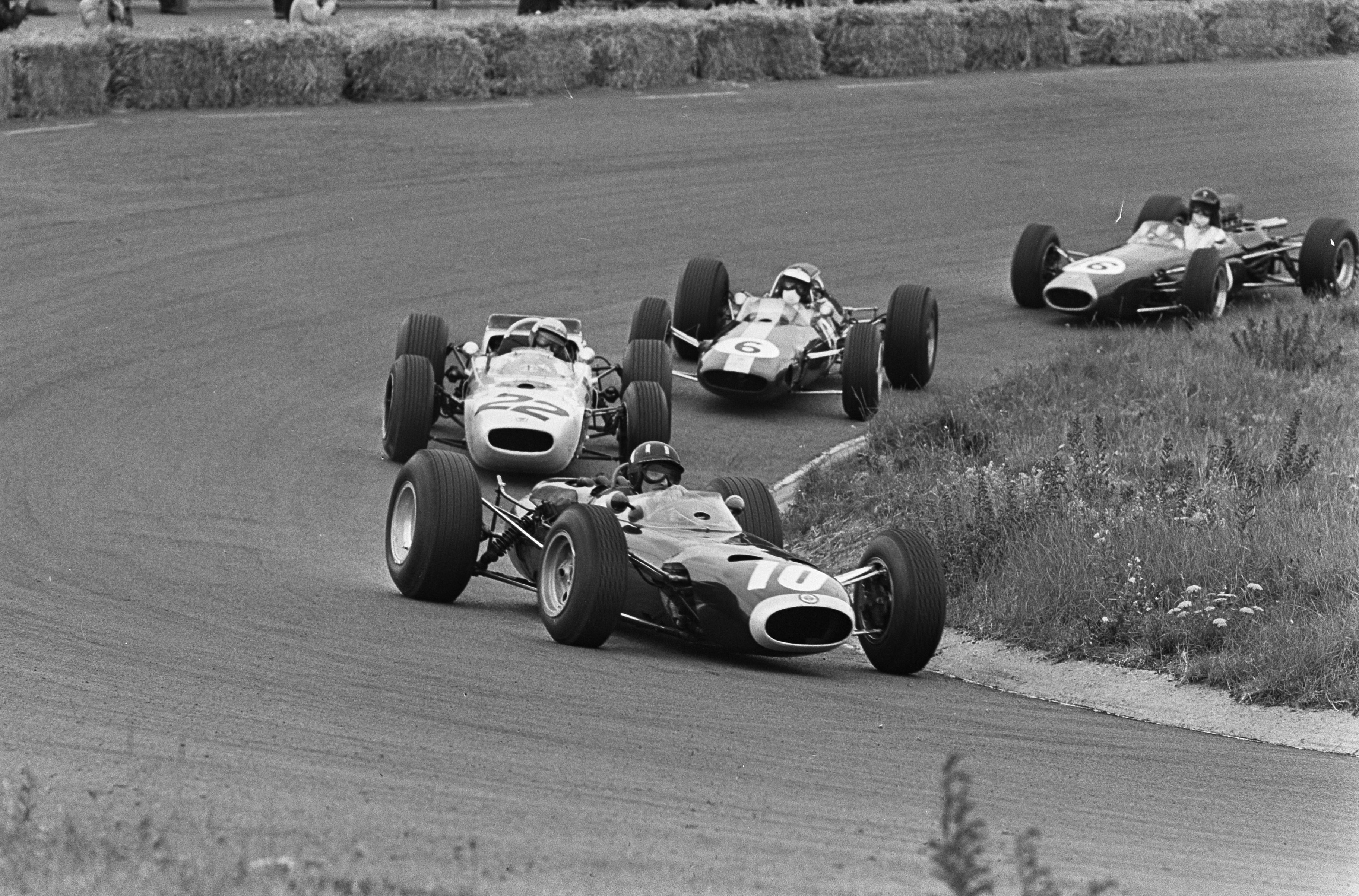
Début du troisième tour : Graham Hill vient de s'emparer du commandement, devant Ginther.

Clark continue à tourner très régulièrement, accentuant légèrement son avantage sur Stewart, Gurney perdant un peu de terrain sur les deux hommes de tête. Après cinquante tours, Clark a relégué son premier poursuivant à huit secondes, Gurney venant quatre secondes plus loin. Les positions semblent désormais acquises, seule la bataille pour la sixième place entre Surtees et Ginther captant l'intérêt du public. Le champion du monde ne pourra résister longtemps au pilote de la Honda, qui trouve bientôt l'ouverture et va parvenir à se détacher de la Ferrari. L'avance de Clark sur Stewart va culminer à douze secondes avant que le pilote Lotus ne baisse très légèrement sa cadence. Ginther et Surtees, qui continuent à se battre pour la sixième place, accusent maintenant un tour de retard. Si la fin de course va se dérouler sans incident notable pour les quatre premiers, il n'en est pas de même pour Hulme, jusqu'alors confortablement installé en cinquième position : quelques tours avant l'arrivée, sa Brabham se met à émettre un bruit bizarre et le Néo-Zélandais rentre au stand ; ses mécaniciens constatent qu'un collecteur d'échappement s'est dessoudé et effectuent une rapide réparation, permettant à leur pilote de repartir juste devant Ginther et Surtees, toujours en pleine bagarre. Tandis que Clark se dirige vers une nouvelle victoire, terminant avec huit secondes d'avance sur Stewart et treize sur Gurney. Ayant réussi à éviter tout surrégime malgré son compte-tours cassé, Hill a grand mérite de finir en quatrième position. Hulme, malgré un moteur ayant perdu de sa puissance, va préserver de justesse sa cinquième place, Ginther échouant une seconde et demie derrière lui avec Surtees, dont les pneus partent en lambeaux, sur ses talons. Malgré un résultat encourageant pour sa jeune équipe, Ginther est d'ailleurs assez mécontent de sa prestation (il a effectué deux tête-à-queue durant la course) et dira après l'arrivée : « Aujourd'hui, la Honda était bien meilleure que son… pilote ! »

### Classements intermédiaires
Classements intermédiaires des monoplaces aux premier, troisième, cinquième, huitième, dixième, quinzième, vingtième, vingt-cinquième, trentième, quarantième, cinquantième, soixantième et soixante-dixième tours,.

### Classement de la course

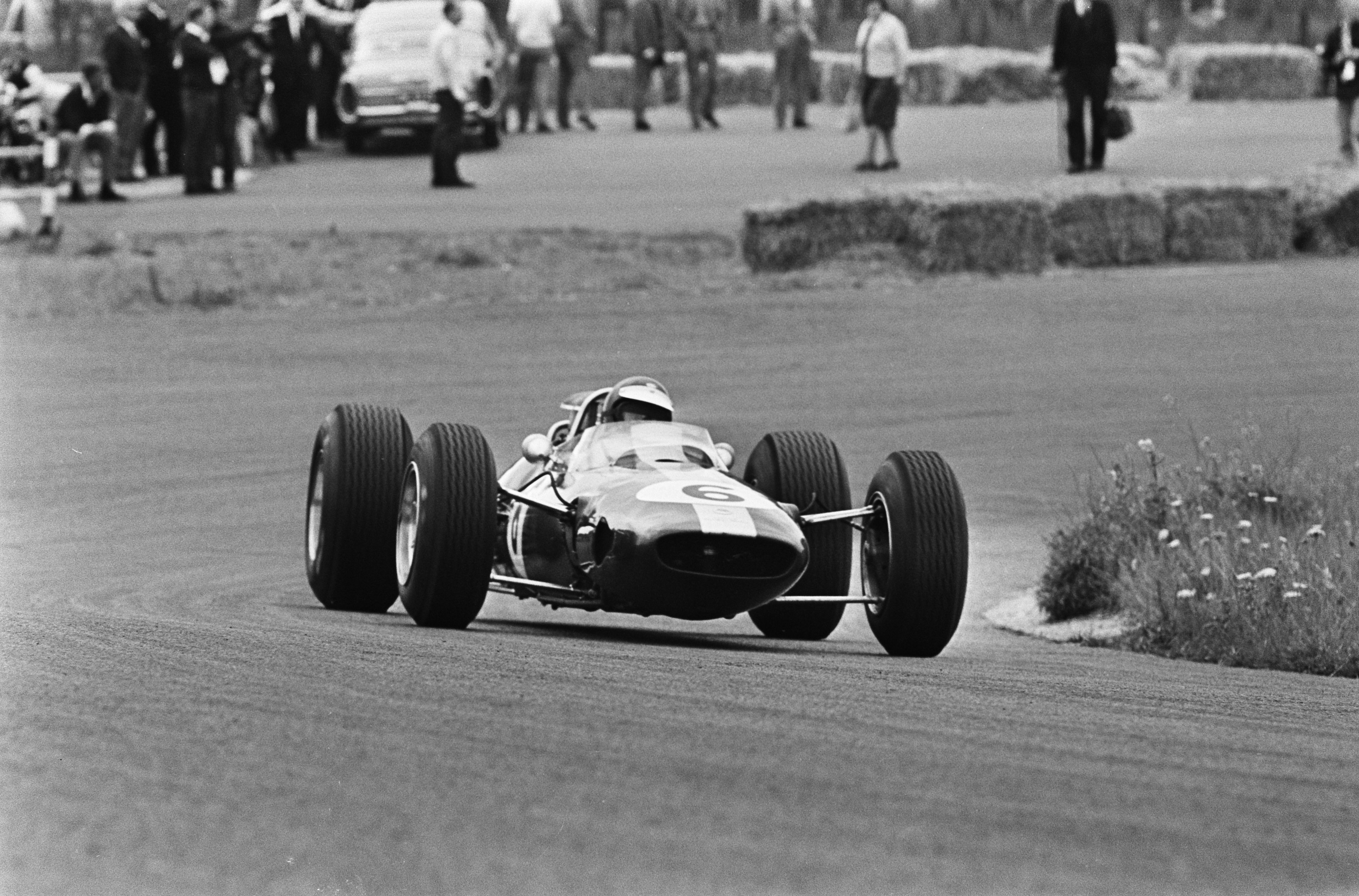
Nouvelle victoire en championnat pour Jim Clark et sa Lotus-Climax, la cinquième cette saison.

| Pos  | N° | Pilote          | Écurie         | Tours | Temps/Abandon                  | Grille | Points |
| ---- | -- | --------------- | -------------- | ----- | ------------------------------ | ------ | ------ |
| 1    | 6  | Jim Clark       | Lotus-Climax   | 80    | 2 h 03 min 59 s 1              | 2      | 9      |
| 2    | 12 | Jackie Stewart  | BRM            | 80    | 2 h 04 min 07 s 1 (+ 8 s 0)    | 6      | 6      |
| 3    | 16 | Dan Gurney      | Brabham-Climax | 80    | 2 h 04 min 12 s 1 (+ 13 s 0)   | 5      | 4      |
| 4    | 10 | Graham Hill     | BRM            | 80    | 2 h 04 min 44 s 2 (+ 45 s 1)   | 1      | 3      |
| 5    | 14 | Denny Hulme     | Brabham-Climax | 79    | 2 h 04 min 13 s 2 (+ 1 tour)   | 7      | 2      |
| 6    | 22 | Richie Ginther  | Honda          | 79    | 2 h 04 min 14 s 8 (+ 1 tour)   | 3      | 1      |
| 7    | 2  | John Surtees    | Ferrari        | 79    | 2 h 04 min 15 s 6 (+ 1 tour)   | 4      |        |
| 8    | 8  | Mike Spence     | Lotus-Climax   | 79    | 2 h 04 min 51 s 5 (+ 1 tour)   | 8      |        |
| 9    | 4  | Lorenzo Bandini | Ferrari        | 79    | 2 h 05 min 02 s 4 (+ 1 tour)   | 12     |        |
| 10   | 38 | Innes Ireland   | Lotus-BRM      | 78    | 2 h 04 min 35 s 3 (+ 2 tours)  | 13     |        |
| 11   | 30 | Frank Gardner   | Brabham-BRM    | 77    | 2 h 04 min 10 s 2 (+ 3 tours)  | 11     |        |
| 12   | 34 | Richard Attwood | Lotus-BRM      | 77    | 2 h 04 min 15 s 2 (+ 3 tours)  | 17     |        |
| 13   | 28 | Jo Siffert      | Brabham-BRM    | 55    | 2 h 00 min 10 s 0 (+ 25 tours) | 10     |        |
| Abd. | 20 | Jochen Rindt    | Cooper-Climax  | 48    | Pression d'huile               | 14     |        |
| Abd. | 18 | Bruce McLaren   | Cooper-Climax  | 36    | Différentiel                   | 9      |        |
| Abd. | 26 | Jo Bonnier      | Brabham-Climax | 16    | Fuite d'huile                  | 15     |        |
| Abd. | 36 | Bob Anderson    | Brabham-Climax | 11    | Moteur                         | 16     |        |

Légende:
- Abd.=abandon

### Pole position et record du tour
- Pole position :  Graham Hill (BRM) en 1 min 30 s 7 (vitesse moyenne : 166,426 km/h). Temps réalisé lors de la séance d'essais du samedi 17 juillet[1].
- Meilleur tour en course :  Jim Clark (Lotus) en 1 min 30 s 6 (vitesse moyenne : 166,609 km/h) au cinquième tour.

#### Évolution du record du tour en course
Le meilleur tour fut amélioré quatre fois au cours de l'épreuve.

### Tours en tête
- Richie Ginther : 2 tours (1-2)
- Graham Hill : 3 tours (3-5)
- Jim Clark : 75 tours (6-80)

## Classement général à l'issue de la course
- Attribution des points : 9, 6, 4, 3, 2, 1 respectivement aux six premiers de chaque épreuve.
- Pour la coupe des constructeurs, même barème et seule la voiture la mieux classée de chaque équipe inscrit des points.
- Seuls les six meilleurs résultats sont comptabilisés.
- Le règlement permet aux pilotes de se relayer sur une même voiture, les points éventuellement acquis étant alors perdus pour pilotes et constructeur
- Sur onze manches qualificatives prévues pour le championnat du monde 1965, dix ont été maintenues au calendrier, les organisateurs du Grand Prix d'Autriche (programmé le 22 août) ayant pris en février la décision d'annuler l'épreuve[18].

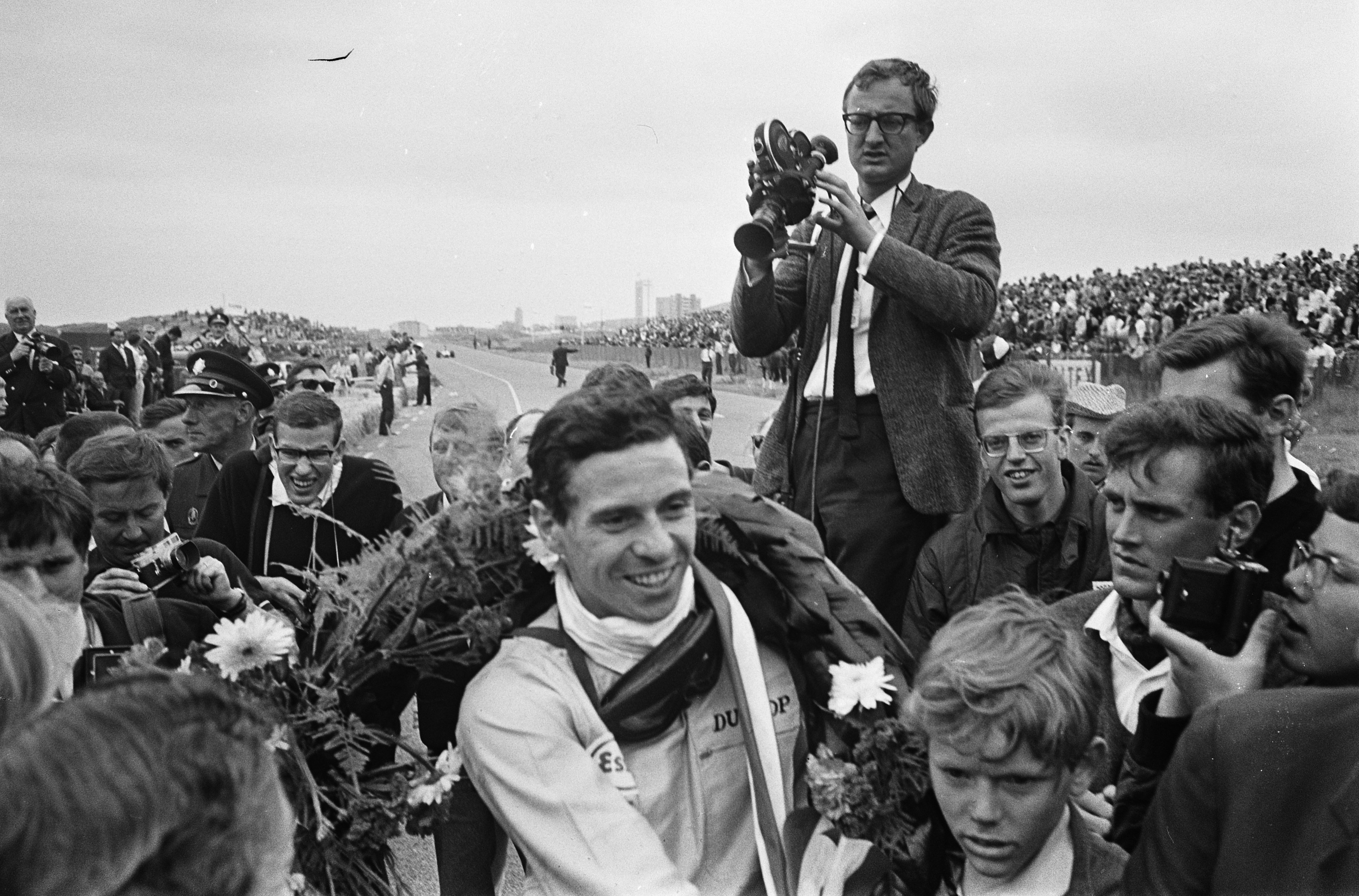
Cinq succès en six courses… l'issue du championnat semble toute tracée pour Jim Clark après sa victoire néerlandaise.

| Pos. | Pilote          | Écurie  | Points | AFS | MON | BEL | FRA | GBR | NL | ALL | ITA | USA | MEX |
| ---- | --------------- | ------- | ------ | --- | --- | --- | --- | --- | -- | --- | --- | --- | --- |
| 1    | Jim Clark       | Lotus   | 45     | 9   | -   | 9   | 9   | 9   | 9  |     |     |     |     |
| 2    | Graham Hill     | BRM     | 26     | 4   | 9   | 2   | 2   | 6   | 3  |     |     |     |     |
| 3    | Jackie Stewart  | BRM     | 25     | 1   | 4   | 6   | 6   | 2   | 6  |     |     |     |     |
| 4    | John Surtees    | Ferrari | 17     | 6   | 3   | -   | 4   | 4   | -  |     |     |     |     |
| 5    | Bruce McLaren   | Cooper  | 8      | 2   | 2   | 4   | -   | -   | -  |     |     |     |     |
| 6    | Lorenzo Bandini | Ferrari | 6      | -   | 6   | -   | -   | -   | -  |     |     |     |     |
|      | Mike Spence     | Lotus   | 6      | 3   | -   | -   | -   | 3   | -  |     |     |     |     |
| 8    | Dan Gurney      | Brabham | 5      | -   | -   | -   | -   | 1   | 4  |     |     |     |     |
|      | Denny Hulme     | Brabham | 5      | -   | -   | -   | 3   | -   | 2  |     |     |     |     |
| 10   | Jack Brabham    | Brabham | 3      | -   | -   | 3   | -   | -   | -  |     |     |     |     |
| 11   | Joseph Siffert  | Brabham | 2      | -   | 1   | -   | 1   | -   | -  |     |     |     |     |
|      | Richie Ginther  | Honda   | 2      | -   | -   | 1   | -   | -   | 1  |     |     |     |     |

| Pos. | Écurie         | Points | AFS | MON | BEL | FRA | GBR | NL | ALL | ITA | USA | MEX |
| ---- | -------------- | ------ | --- | --- | --- | --- | --- | -- | --- | --- | --- | --- |
| 1    | Lotus-Climax   | 45     | 9   | -   | 9   | 9   | 9   | 9  |     |     |     |     |
| 2    | BRM            | 37     | 4   | 9   | 6   | 6   | 6   | 6  |     |     |     |     |
| 3    | Ferrari        | 20     | 6   | 6   | -   | 4   | 4   | -  |     |     |     |     |
| 4    | Brabham-Climax | 11     | -   | -   | 3   | 3   | 1   | 4  |     |     |     |     |
| 5    | Cooper-Climax  | 8      | 2   | 2   | 4   | -   | -   | -  |     |     |     |     |
| 6    | Brabham-BRM    | 2      | -   | 1   | -   | 1   | -   | -  |     |     |     |     |
|      | Honda          | 2      | -   | -   | 1   | -   | -   | 1  |     |     |     |     |

## À noter
- 18e victoire en championnat du monde pour Jim Clark.
- 23e victoire en championnat du monde pour Lotus en tant que constructeur.
- 39e victoire en championnat du monde pour Climax en tant que motoriste.